# Cahriq
Cahriq, ook Chiriq, Charik of Chihriq, is een dehestān (rurale gemeente) in noordwest Iran de buurt van Urmia in de provincie Āz̄arbāyjān-e Gharbī. De dehestān bestaat uit 42 dorpen.

## Fort
In het fort van Cahriq, dat gebruikt werd als gevangenis, was de Báb, stichter van het Bábisme, opgesloten van mei 1848 tot juli 1850, toen hij geëxecuteerd werd in Tabriz. Hij schreef hier zijn Kitáb-i-Asmá' ("Boek van Namen") en Kitáb-i-Panj Sha'n ("Boek van de Vijf Graden").